# Ariadna ashantica
Ariadna ashantica là một loài nhện trong họ Segestriidae.
Loài này thuộc chi Ariadna. Ariadna ashantica được Embrik Strand miêu tả năm 1916.